# Gustaf Larsson (1872–1947)
Gustaf Larsson (i riksdagen kallad Larsson i Edsten), född 4 december 1872 i Kville församling, död 11 februari 1947 i Kville församling, var en lantbrukare och politiker. Han var ledamot av riksdagens andra kammare 1913 och tillhörde Lantmanna- och borgarpartiet. 